# Subservience
Subservience (en España: Alice (Subservience)) es una película estadounidense de 2024, del género ciencia ficción y suspense, dirigida por S.K. Dale y protagonizada por Megan Fox y Michele Morrone.

## Sinopsis
Un padre agobiado, con su mujer en el hospital, compra una robot androide para ayudarle en las tareas domésticas. Pero a medida que la robot se encariña de su nuevo dueño, los límites empiezan a sobrepasarse. Pronto ella se encargará de eliminar todo aquello que percibe como la verdadera amenaza para su propietario.

## Reparto
- Megan Fox - Alice
- Michele Morrone - Nick Peretti
- Madeline Zima - Maggie Peretti, esposa de Nick
- Matilda Firth - Isla Peretti, hija de Nick y Maggie
- Jude Allen Greenstein - Max
- Andrew Whipp - Monty, compañero de trabajo de Nick

## Producción
En diciembre de 2022, se anunció que Megan Fox y Michele Morrone se habían unido al elenco de Subservience. En Subservience, Fox vuelve a formar equipo con el cineasta Dale, con quien trabajó anteriormente en el thriller de terror Till Death (2021). El rodaje comenzó el 7 de enero de 2023 en los estudios cinematográficos Nu Boyana en Sofía, Bulgaria. En enero de 2023, se anunció que Madeline Zima y Andrew Whipp se habían unido al elenco. El mismo mes, la película recibió un reembolso en efectivo de 1 millón de euros del Centro Nacional de Cine de Bulgaria, lo que equivale al 25% de su presupuesto total.

## Estreno
Subservience se estrenó en plataformas digitales en los Estados Unidos el 13 de septiembre de 2024. Entre agosto y noviembre de 2024, la película se estrenó en Rusia, Lituania, España, Sudáfrica y Emiratos Árabes Unidos, donde recaudó un total de 264.096 dólares.